# The Devil Rides Out
The Devil Rides Out è un film del 1968, diretto dal regista Terence Fisher.
Tratto dal romanzo Il battesimo del diavolo di Dennis Wheatley, il film risulta essere inedito in Italia. Per essere un film della Hammer, manca di bellezze procaci e di sangue, e questo ne causò probabilmente l'insuccesso e la non uscita in Italia, oltre al fatto che Christopher Lee è insolitamente l'eroe positivo. Col tempo è diventato tuttavia un film di culto, venendo considerato il vertice artistico della Hammer Films. Gran parte del merito si deve alla sceneggiatura perfetta di Richard Matheson (il contrasto tra l'ambientazione nella campagna inglese e l'atmosfera opprimente della storia è costante), alla bravura del regista Terence Fisher, e alla performance del protagonista, nella parte di un aristocratico esperto di occultismo in lotta per salvare un suo amico da una setta di satanisti: non a caso l'attore considerava questo il suo film migliore, e vagheggio' l'idea di reinterpretarlo in vecchiaia, con effetti speciali più moderni. Grande anche la prova di Charles Gray, il mellifluo e sinistro capo della congrega.

## Trama
Inghilterra, 1929. Il duca di Richleau, con l’aiuto dell’amico Rex Van Ryn, cerca di liberare il giovane Simon e la sua amica Tanith dalla malefica influenza del sinistro Mocata, che li ha introdotti alla pratica delle arti occulte. Dopo gli iniziali successi del duca e di Rex, Mocata riesce per una seconda volta a soggiogare la volontà dei due giovani e li conduce a un sabba dove appare il demonio Bafometto; ma di nuovo essi vengono salvati dall’intervento dei loro due protettori. Una notte, mentre dall’interno di un cerchio magico Richleau cerca di contrastare gli incantesimi di Mocata, quest’ultimo rapisce la piccola figlia degli ospiti del duca per sacrificarla in un rito blasfemo. Alla fine solo l’intervento divino e l’apparizione dell’Angelo della Morte scongiureranno la tremenda minaccia dell’occultista.

## Produzione
La prima idea per questo film risale al 1963, ma la sua realizzazione subì un ritardo di quattro anni a causa dei prevedibili veti che sarebbero stati opposti dalla censura.